# Акинделе, Тешо
Тешо Акинделе (англ. Tesho Akindele; род. 31 марта 1992, Калгари, Альберта, Канада) — канадский футболист, нападающий. Выступал за сборную Канады.
Отец Тешо — из Нигерии. Семья Акинделе переехала в США, когда ему было восемь лет.

## Клубная карьера

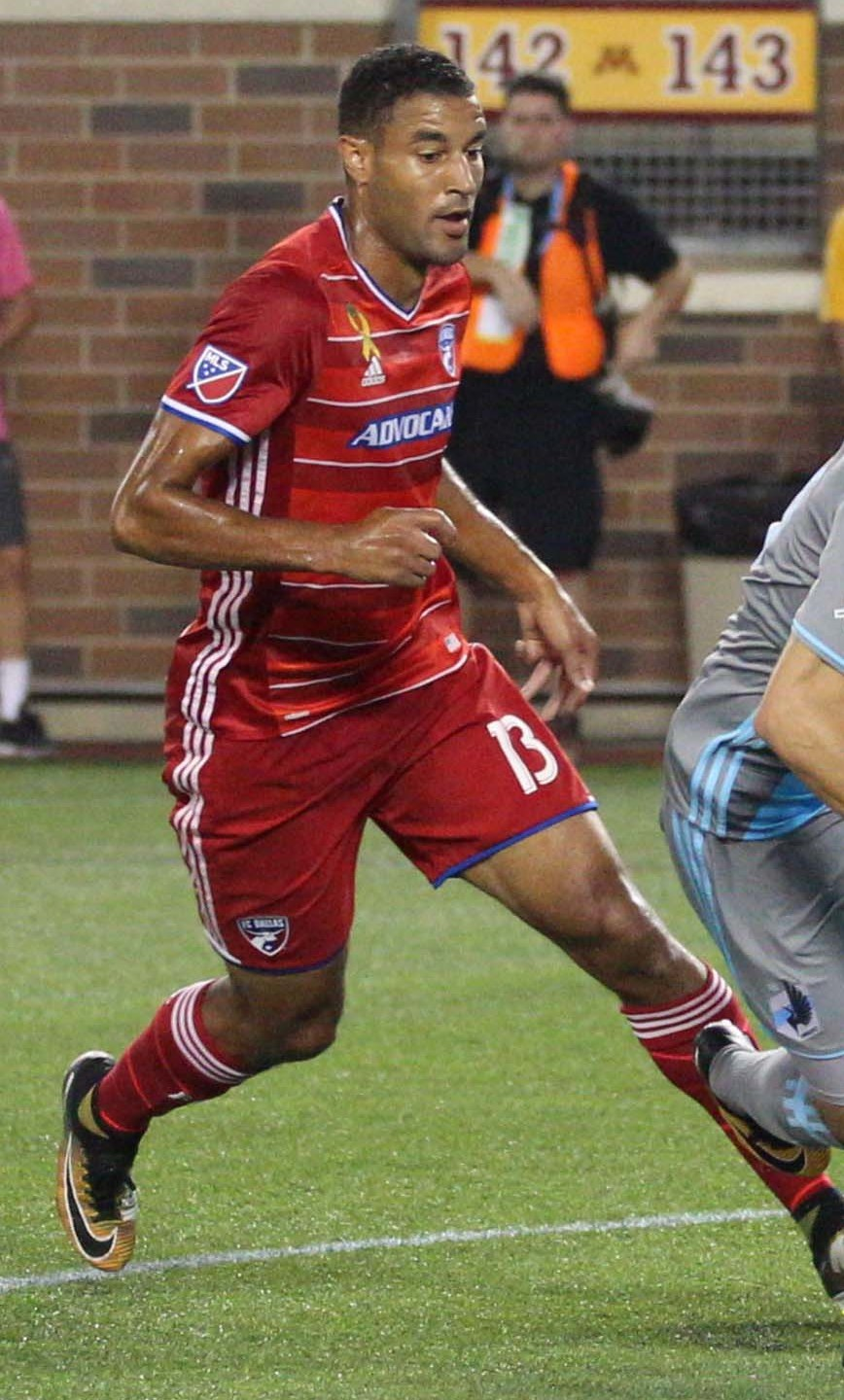
Акинделе в составе «Далласа» (2017 год)

Во время обучения в Колорадской горной школе в 2010—2013 годах Акинделе выступал за футбольную команду вуза во втором дивизионе Национальной ассоциации студенческого спорта. В летнее межсезонье в колледжах 2013 года он сыграл один матч за клуб USL PDL «Реал Колорадо Фоксес».
На Супердрафте MLS 2014 Акинделе был выбран под шестым номером клубом «Даллас». Его профессиональный дебют состоялся 12 апреля в матче против «Сиэтл Саундерс». 22 мая в поединке против «Лос-Анджелес Гэлакси» он забил свой первый гол на профессиональном уровне. По итогам сезона 2014, забивший семь мячей в 26 матчах, Акинделе был признан Новичком года в MLS.
9 декабря 2018 года Акинделе был обменян в «Орландо Сити» на в общей сложности $150 тыс. распределительных средств. За «львов» он дебютировал 2 марта 2019 года в матче стартового тура сезона против «Нью-Йорк Сити», отметившись голом. По окончании сезона 2022 «Орландо Сити» не стал продлевать контракт с Акинделе.
20 декабря 2022 года Тешо Акинделе объявил о завершении футбольной карьеры.

## Международная карьера
12 июня 2015 года в отборочном матче чемпионата мира 2018 против сборной Доминики Тешо дебютировал за сборную Канады. Через пять дней в ответном поединке он забил свой первый гол за национальную команду.
В 2015 году Акинделе попал в заявку сборной на участие в Золотом кубка КОНКАКАФ. На турнире он сыграл в матчах против Ямайки и Сальвадора.
Будучи исключённым из первоначального состава из 23 человек на Золотой кубок КОНКАКАФ 2021 года, 23 июля Акинделе был вызван в сборную перед четвертьфинальной стадией в качестве замены Айо Акинолы, получившего травму. Он вышел на замену на 70-й минуте в матче против Коста-Рики, когда Канада выиграла 2:0 вышла в полуфинал.

### Голы за сборную Канады
| #   | Дата          | Место                                          | Противник   | Счёт | Результат | Соревнование                       |
| --- | ------------- | ---------------------------------------------- | ----------- | ---- | --------- | ---------------------------------- |
| 01. | 16 июня 2015  | Бимо Филд, Торонто, Канада                     | Доминика    | 1:0  | 4:0       | Чемпионат мира 2018 (квалификация) |
| 02. | 3 июня 2016   | Стадион Рорбаха, Рорбах-ан-дер-Лафниц, Австрия | Азербайджан | 1:0  | 1:1       | Товарищеский матч                  |
| 03. | 7 января 2020 | Чемпионшип Соккер Стэдиум, Ирвайн, США         | Барбадос    | 2:0  | 4:1       | Товарищеский матч                  |

## Достижения
Командные
 «Даллас»
- Победитель регулярного чемпионата MLS: 2016
- Обладатель Открытого кубка США: 2016

 «Орландо Сити»
- Обладатель Открытого кубка США: 2022

Индивидуальные
- Новичок года в MLS: 2014